# Prim, l'assassinat del carrer del Turco
Prim, l'assassinat del carrer del Turco (títol original en castellà: Prim, el asesinato de la calle del Turco) és un telefilm estrenat pel primer canal de Televisió Espanyola el desembre de 2014. La sèrie s'havia preestrenat en el Festival de Cinema de Sant Sebastià el 25 de setembre d'aquest mateix any. La pel·lícula es va doblar al català.

## Argument
La pel·lícula recrea els esdeveniments que van conduir a l'assassinat de Joan Prim, en aquell temps president del Consell de Ministres d'Espanya el 1870. En la pel·lícula es reflecteixen la convulsa atmosfera política viscuda en els primers anys de l'anomenat Sexenni democràtic, després de la Revolució gloriosa i coincidint amb l'adveniment del rei Amadeu I de Savoia. La funció de narrador del telefilm és atribuïda a qui llavors era periodista al Madrid de l'època, Benito Pérez Galdós.

## Actors
- Francesc Orella... Joan Prim i Prats
- Javier Godino... Benito Pérez Galdós
- Pedro Casablanc... Solís
- Daniel Grao... José María Pastor
- Víctor Clavijo... Paúl y Angulo
- Enrique Villén... Moya
- Javivi... Montpensier
- Simón Andreu... Serrano
- Manolo Solo... González-Nandín
- Yuriria del Valle... Paca
- Pepe Lorente... Bravo
- Itsaso Arana... Josefa
- Secun de la Rosa... Gaspar Ruiz
- Luis Bermejo... Rojo Arias
- José Luis Alcobendas... Ducazcal
- Alfonso Lara... Montesinos
- Carmen Segarra... Dª Encarna
- Jesús Noguero... José López
- Paco Marín... Sostrada
- Miguel Zúñiga... Práxedes Mateo Sagasta
- Francesc Lucchetti i Farré... Laureà Figuerola i Ballester
- Ramón Esquinas... Enric d'Espanya

## Exteriors
Aquesta sèrie va ser rodada Madrid, Alcalá de Henares i Aranjuez.

## Audiències
L'emissió assolí una quota de pantalla del 13,2%, equivalent a 2.491.000 espectadors.